# Hilmsen
Hilmsen ist ein Ortsteil der Gemeinde Wallstawe im Altmarkkreis Salzwedel in Sachsen-Anhalt.

## Geographie
Hilmsen, ein Rundplatzdorf mit Kirche auf dem Platz, liegt etwa fünf Kilometer südwestlich von Wallstawe und 13 Kilometer und südwestlich der Kreisstadt Salzwedel in der Altmark. Im Osten fließt der Molmker Bach. Der Goldberg im Nordosten hat eine Höhe von 52 Metern.
Am nordwestlichen Ortsausgang befindet sich auf einer Koppel ein Geotop, der Findling „Küsterstein“ („Glockenstein“) aus Gneisgranit-Granit. Er ist ein Schälchenstein.
Nachbarorte sind Fahrendorf im Westen, Nipkendey im Nordwesten, Ellenberg im Norden, Gieseritz und Umfelde im Südosten, sowie Peckensen im Süden.

## Geschichte

### Mittelalter bis Neuzeit
Im Jahre 1238 wird ein Johannes Balch dictus de Hildeshem genannt.
Im Jahre 1303 wird Hilmsen erstmals urkundlich als Hildensem dictam erwähnt, als Ritter Gerhard vom Berge den Verkauf des Dorfes an das Kloster Diesdorf beurkundete. Im Landbuch der Mark Brandenburg von 1375 wird das Dorf als Hildesheim aufgeführt. Weitere Namensnennungen stammen aus den Jahren 1541 Hildeßheim, 1542 Hildenßem, 1585 Hildessem, 1775 Hilmsen, eigentlich Hildesheim und 1804 nur noch Hilmsen.
Bei der Bodenreform wurden 1945 ermittelt: 21 Besitzungen unter 100 Hektar hatten zusammen 491, eine Kirchenbesitzung umfasste 38 Hektar Land.

### Archäologie
Im Jahre 1844 wurde erstmals über Urnenfunde „aus der Zeit der Kegelgräber“ bei Hilmsen berichtet. 1930 und 1952 wurden beim Kiesabbau am Goldberg eine Urne mit zwei Beigefäßen sowie vollständige und fragmentarisch erhaltene Urnen geborgen. Ein weiterer Fund stammt aus einem Baumwurf des Winters 1971/72. Im 1972 sowie 1975 fanden Ausgrabungen der Arbeitsgemeinschaft »Junge Historiker« der Polytechnischen Oberschule Stöckheim statt. Der Fundplatz konnte nun in die Jastorf-Kultur in der Eisenzeit datiert werden. Zuletzt wurden 2001 Urnen mit Beigaben an das Danneil-Museum übergeben. 2021 wurde ein Fundkatalog mit einer wissenschaftlichen Beschreibung der Funde aus Hilmsen veröffentlicht.

### Häuser aus Hilmsen im Freilichtmuseum

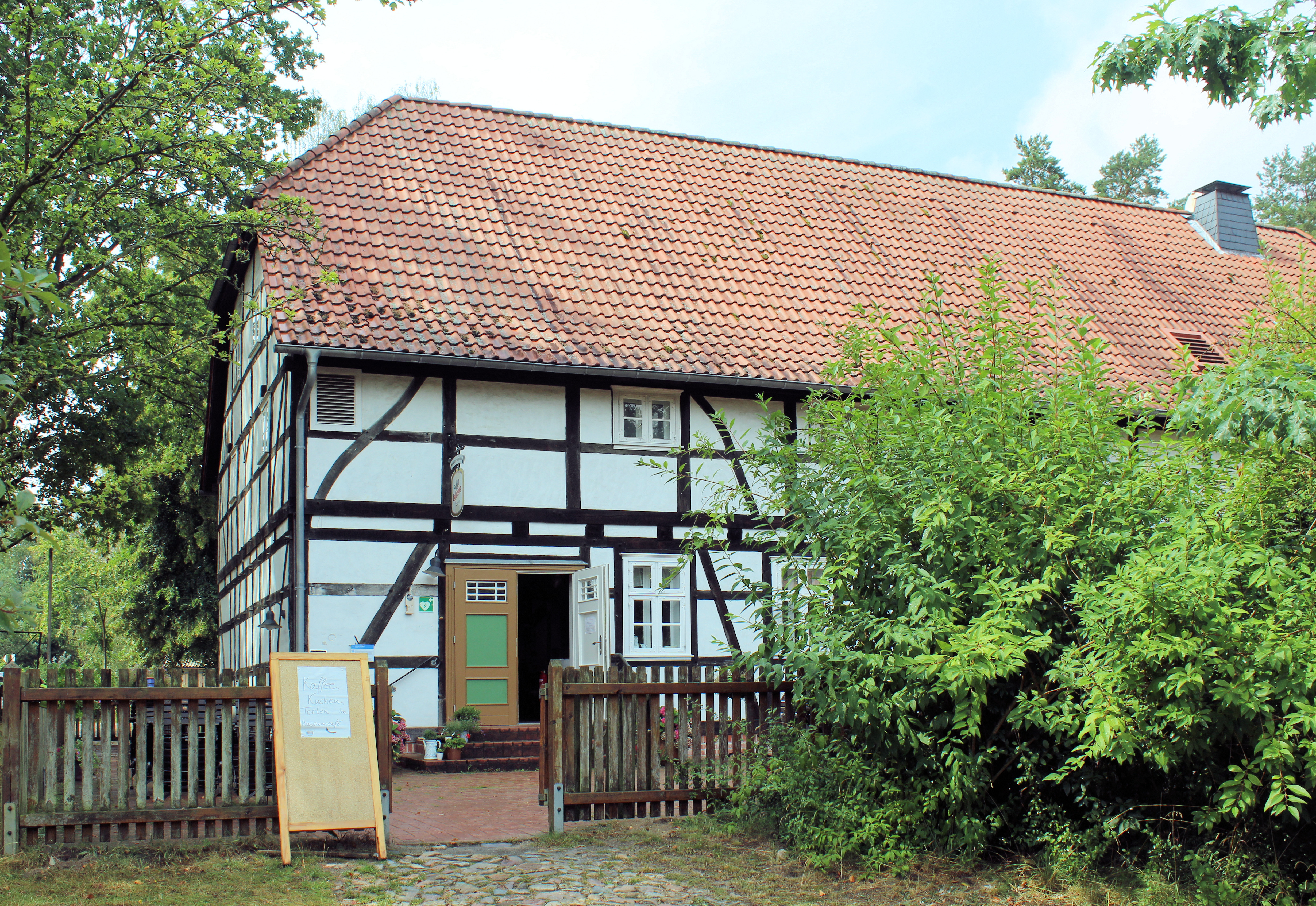
Dorfkrug Hilmsen (1827) im Freilichtmuseum Diesdorf

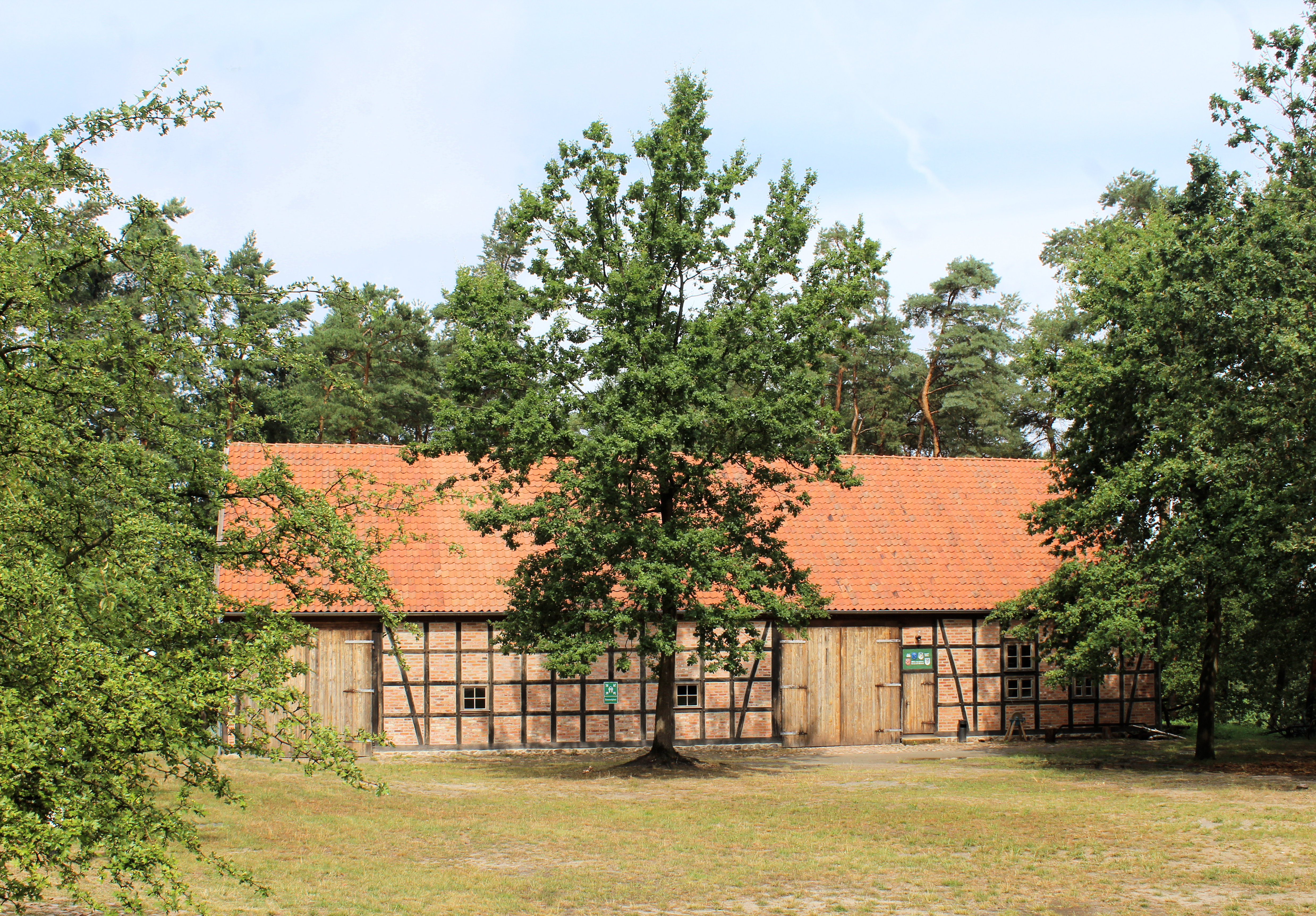
Scheune aus Hilmsen im Freilichtmuseum Diesdorf

Der alte Dorfkrug aus Hilmsen und eine Scheune wurden in das Freilichtmuseum Diesdorf versetzt.

### Herkunft des Ortsnamens
Jürgen Udolph führt den Ortsnamen, abgeleitet von 1303 hildensen, 1541 hildessheim, auf ein Kompositum des altsächsischen Personennamens „Hillin“ mit dem Suffix „-heim“ zurück.

### Eingemeindungen
Ursprünglich gehörte das Dorf zum Salzwedelischen Kreis der Mark Brandenburg in der Altmark. Zwischen 1807 und 1813 lag es im Kanton Diesdorf auf dem Territorium des napoleonischen Königreichs Westphalen. Ab 1816 gehörte die Gemeinde zum Kreis Salzwedel, dem späteren Landkreis Salzwedel.
Am 25. Juli 1952 wurde die Gemeinde Hilmsen in den Kreis Salzwedel umgegliedert. Am 1. Juni 1973 wurde die Hilmsen in die Gemeinde Ellenberg eingemeindet.
Durch den Zusammenschluss von Ellenberg mit anderen Gemeinden zur neuen Gemeinde Wallstawe kam der Ortsteil Hilmsen am 1. Juli 2009 zu Wallstawe.

### Einwohnerentwicklung
| Jahr | Einwohner |
| ---- | --------- |
| 1734 | 093       |
| 1774 | 086       |
| 1789 | 081       |
| 1798 | 106       |
| 1801 | 104       |
| 1818 | 133       |

| Jahr | Einwohner |
| ---- | --------- |
| 1840 | 164       |
| 1864 | 183       |
| 1871 | 193       |
| 1885 | 177       |
| 1892 | [00]155   |
| 1895 | 164       |

| Jahr | Einwohner |
| ---- | --------- |
| 1900 | [00]167   |
| 1905 | 170       |
| 1910 | [00]160   |
| 1925 | 176       |
| 1939 | 164       |
| 1946 | 296       |

| Jahr | Einwohner |
| ---- | --------- |
| 2015 | [00]61    |
| 2018 | [00]65    |
| 2020 | [00]68    |
| 2021 | [00]66    |
| 2022 | [00]66    |
| 2023 | [0]64     |

Quelle, wenn nicht angegeben, bis 1946:

## Religion
Die evangelische Kirchengemeinde Hilmsen, die früher zur Pfarrei Hilmsen gehörte, wird heute betreut vom Pfarrbereich Diesdorf im Kirchenkreis Salzwedel im Bischofssprengel Magdeburg der Evangelischen Kirche in Mitteldeutschland.
Die ältesten überlieferten Kirchenbücher für Hilmsen stammen aus dem Jahre 1647.
Die katholischen Christen gehören zur Pfarrei St. Laurentius in Salzwedel im Dekanat Stendal im Bistum Magdeburg.

## Kultur und Sehenswürdigkeiten
- Die evangelische Dorfkirche Hilmsen ist ein spätgotischer Feldsteinbau mit einem quadratischen Westturm, der wahrscheinlich aus dem 19. Jahrhundert stammt.[23] Auf der Nordseite ist ein vermutlich noch mittelalterlicher Anbau aus Backstein zu finden. Im Innern des Schiffs ist eine Balkendecke eingezogen; ein runder profilierter Triumphbogen vermittelt zum Chor, der mit einem Gewolbe mit Birnstabrippen geschlossen ist und im Schlussstein einen Davidsstern zeigt. Der mittelalterliche Flügelaltar entstand zu Beginn des 16. Jahrhunderts.[13] Er zeigt im Mittelschrein eine Strahlenkranzmadonna, seitlich und in den Flügeln Heilige in zwei Reihen unter kielbogigen Maßwerken, der Abschluss wird durch einen Blattkamm gebildet. Die hölzerne Kanzel ist auf das Jahr 1591 datiert.[24]
- Der Friedhof liegt nördlich des Dorfes im Wald.

### Vereine
- Atelierhaus Hilmsen e. V.

## Sagen über Steine aus Hilmsen
In mehreren Sagen wird über Riesensteine berichtet, so über den Glockenstein und den Küsterstein, der noch heute 200 Meter entfernt vom Kirchturm am westlichen Ortsausgang liegt. Diesen soll der Küster von Dähre dorthin geworfen haben, weil die Glocken von Hilmsen aus der Ferne so schön klingen. Die Schälchen auf dem Stein werden in der Sage als Fingerabdrücke des Riesen interpretiert. Im Schulgehöft zu Hilmsen zeigte man zu Beginn des 20. Jahrhunderts den Glockenstein, mit dem ein Riese, zornig über das schöne Geläut, ebenfalls die Glocken des Dorfes zerstören wollte. Ein dritter Stein, Hobohmsruhe genannt, hat am Waldesrand gelegen. Ihn soll ein Mann aus Dähre geworfen haben.